# هاربسدن
هاربسدن هي قرية ريفية وشبه ريفية وأبرشية مدنية تقع مباشرة جنوب هينلي-أون-تيمز في جنوب أوكسفوردشاير ، ، إنجلترا. يقع مركزه المتجمع على بعد 0.5 ميل (0.80 كم) من الحدود الشرقية وهو نهر التايمز ، وهو يمثل حدودًا قصيرة مع بيركشاير. تمتد الأبرشية لمسافة 5 أميال (8.0 كم) داخل البلاد وتحدها روثرفيلد بيبارد إلى الغرب ، أي إلى جانب الأجزاء الرئيسية من الغابات في أقصى جنوب تلال تشيلتيرن بما في ذلك منطقة SSSI من الغابات القديمة. لا توجد في القرية محطة سكك حديدية أو محلات تجارية ، ولكن لديها طريق رئيسي من ريدينغ إلى هينلي ، وكلاهما نموا بشكل كبير منذ الحرب العالمية الثانية إلى مراكز التجارة والتعليم وأماكن الاجتماعات العامة ، مثل زيادة عدد المقاهي والمطاعم.

## تأريخ
تم العثور على بقايا فيلا رومانية على بعد 0.5 ميل (800 متر) جنوب غرب القرية.
في القرن الحادي عشر في عهد الملك إدوارد المعترف ، كان مانور هاربسدين ينتمي إلى ليغود ، ألاغون في والينجفورد. بعد الغزو النورماندي لانجلترا أصبح هاربسدن جزءًا من شرف Wallingford